# 1979 en sport automobile
Chronologie du Sport automobile
1978 en sport automobile - 1979 en sport automobile - 1980 en sport automobile

## Les faits marquants de l'année1979enSport automobile
- Jody Scheckter remporte le Championnat du monde de Formule 1 au volant d'une Ferrari.
- Saison inaugural du Championnat BMW M1 Procar, remportée par Niki Lauda.

## Par mois

### Janvier
- 1er janvier, (Auto-moto) : départ de la première édition du rallye-raid Paris-Dakar. 200 participants, dix mille kilomètres (auto ou moto).
- 26 janvier, (Rallye automobile) : arrivée du Rallye de Monte-Carlo. Bernard Darniche remporte la course.

### Février
- 4 février, (Formule 1) : Grand Prix automobile du Brésil.
- 18 février : arrivée du Rallye de Suède.

### Mars
- 3 mars, (Formule 1) : Grand Prix automobile d'Afrique du Sud.
- 11 mars, (Rallye automobile) : arrivée du Rallye du Portugal.

### Avril
- 1er avril : victoire de Dale Earnhardt lors du Southeastern 500 sur le Bristol International Speedway en NASCAR Winston Cup.
- 8 avril (Formule 1) : Grand Prix automobile de la côte Ouest des États-Unis.
- 15 avril : Race of champions
- 16 avril (Rallye automobile) : arrivée du Rallye Safari.
- 29 avril (Formule 1) : Grand Prix automobile d'Espagne.

### Mai
- 13 mai (Formule 1) : Grand Prix automobile de Belgique.
- 27 mai
  - (Formule 1) : Grand Prix automobile de Monaco
  - 500 miles d'Indianapolis
- 31 mai (Rallye automobile) : arrivée du Rallye de l'Acropole.

### Juin
- 9 juin : départ de la quarante-septième édition des 24 Heures du Mans.
- 10 juin : victoire de Klaus Ludwig, Don Whittington et Bill Whittington aux 24 Heures du Mans, sur une voiture Porsche.

### Juillet
- 1er juillet (Formule 1) : Grand Prix automobile de France
- 14 juillet (Formule 1) : Grand Prix de Grande-Bretagne
- 18 juillet (Rallye automobile) : arrivée du Rallye de Nouvelle-Zélande.
- 29 juillet (Formule 1) : Grand Prix automobile d'Allemagne

### Août
- 12 août (Formule 1) : Grand Prix automobile d'Autriche
- 26 août (Formule 1) : Grand Prix automobile des Pays-Bas
- 28 août (Rallye automobile) : arrivée du Rallye de Finlande.

### Septembre
- 9 septembre (Formule 1) : Grand Prix automobile d'Italie.
- 16 septembre (Rallye automobile) : arrivée du Critérium du Québec.
- 30 septembre (Formule 1) : Grand Prix automobile du Canada

### Octobre
- 7 octobre :
  - (Formule 1) : Grand Prix automobile de la côte Est des États-Unis.
  - (Rallye automobile) : arrivée du Rallye Sanremo.

### Novembre
- 4 novembre (Rallye automobile) : arrivée du Tour de Corse.
- 23 novembre (Rallye automobile) : arrivée du Rallye de Grande-Bretagne.

### Décembre
- 14 décembre (Rallye automobile) : arrivée du Rallye de Côte d'Ivoire.

## Naissances
- 4 janvier : Edward Sandström, pilote automobile suédois.
- 30 janvier : Julien Schell, pilote automobile français, cofondateur de l’écurie Pegasus Racing.
- 4 février : Giorgio Pantano, pilote automobile italien.
- 10 février : Joey Hand, pilote automobile américain.
- 21 février : Louis-Philippe Dumoulin, pilote automobile canadien.
- 24 février : Christian Ried, pilote automobile allemand, propriétaire de l'écurie Proton Competition.
- 28 février : Sébastien Bourdais, pilote automobile français.
- 26 mars : Gabriel Pozzo, pilote de rallyes argentin.
- 10 avril : Jean-Christophe Ravier, pilote automobile français.
- 16 avril : Christijan Albers, pilote automobile néerlandais.
- 18 avril : Anthony Davidson, pilote automobile britannique.
- 30 avril : Marc-Antoine Camirand, pilote automobile canadien.
- 4 juin : Masataka Yanagida, pilote automobile japonais.
- 26 septembre : Bruno Besson, pilote automobile français.
- 11 novembre : Michael Valiante, pilote automobile canadien.
- 30 novembre : Chris Atkinson, pilote automobile (rallye) australien.
- 28 décembre : Johnny Clark, pilote automobile de stock-car.
- 31 décembre : Danny Watts, pilote automobile britannique.

## Décès
- 11 juin : George E. T. Eyston, automobile britannique détenteur de plusieurs records de vitesse terrestre homologués. (° 28 juin 1897).
- 22 juin : Louis Chiron, 79 ans, pilote automobile monégasque. (° 3 août 1899).